# Загражден (област Смолян)
 Тази статия е за селото в Южна България.  За селото в област Плевен вижте Загражден (Област Плевен).  
Загражден е село в Южна България. То се намира в община Баните, област Смолян.

## География
Село Загражден е разположено на 1300 м надморска височина на границата между Западните и Източните Родопи, в област Смолян. Най-удобният автомобилен път към селото минава през град Лъки, село Манастир и село Давидково.

## История
Старите имена на Загражден са Въртево и Долащър. Имената на местности като „Нова черква“, „Троица“, „Костадиница“, „Братаница“, „Петков гроб“, „Гяур дере“ и други доказват, че населението е с християнски произход.

## Религии
Основната религия е православно християнство.

## Обществени институции
- Поща
- Болница
- Библиотека
- Детска градина
- Кино
- Училище
- Почивна станция към ПУ „Паисий Хилендарски“
- Клуб на инвалидите
- Кметство
- Читалище

## Културни и природни забележителности
- Планината (връх Караколас).
- Православен Храм СВМЧК „Георги Победоносец“
- Природен резерват „Аква“. Селото е характерно с каменни къщи, направени изцяло от камък и покриви от тикли (плоски камъни), всичко това е в битов стил от XIX век.

Изградена е екопътека по програма на Европейския съюз. Маршрутът на екопътеката започва в селото, следва природната забележителност Добрин вир, водопад Чистилището, местността Две тополи и римски мост.

## Редовни събития
Молебен за дъжд и плодородие през лятото, съпроводен с надбягване и борби за здраве на младежите-провежда се в местността „Живите блата“ (Караколас). Селски събор през август.
Провежда се и ежегоден филмов фестивал, носещ името Загражден филм фест.

## Други
В селото има няколко семейни хотела. В село Загражден се пече хляб по стара българска рецепта в каменна пещ на дърва. В село Загражден има хранителни магазини и заведения. Въздухът е чист и има извори с питейна вода.